# José Cortines
José Cortines y Espinosa de los Monteros (Caracas, 1782-Madrid, 1855) fue un ingeniero militar español.

## Biografía

### Primeros años
Nació el 22 de abril de 1782 en Caracas, hijo de un magistrado de la Audiencia de dicha ciudad, llamado Ignacio, que después fue regente de Quito, y más adelante electo consejero de Indias, y de Josefa Espinosa de los Monteros. Deseando su familia proporcionarle una educación esmerada, regresó a la península ibérica, y notando la afición de José a la carrera militar, obtuvo su ingreso en el ejército en clase de cadete en el regimiento infantería voluntarios de Castilla, con la antigüedad de 13 de abril de 1798, pues el 17 de abril de 1795 había obtenido consideración de cadete de menor edad.
En 1803, agregado al regimiento de Castilla, pasó con él a guarnecer la plaza de Cartagena, y como demostró afición a los estudios de matemáticas, obtuvo a su solicitud en julio de 1799 permiso para pasar a estudiar a la escuela de San Isidro el Real de Madrid. Ingresó en el cuerpo de Ingenieros, y con tal motivo pasó a continuar sus estudios a la academia de Alcalá de Henares con destino al regimiento de Zapadores. Hallándose en esa academia obtuvo el 19 de noviembre de 1801 el empleo efectivo de subteniente de infantería, y el 17 de febrero de 1803 le fue conferido dicho empleo en el cuerpo de Ingenieros.
En 1804, continuando sus estudios en la citada academia, se le confirió el 29 de mayo de 1804 el empleo de teniente del cuerpo de Ingenieros, y posteriormente en octubre se le destinó a Fuente-Dueñas con una partida del mismo cuerpo para formar parte del cordón sanitario del Tajo. En esta comisión permaneció hasta diciembre del mismo año, en cuya época paso a Madrid a recibir órdenes del general jefe del cuerpo.

### Guerra de la Independencia
En enero de 1805, fue nombrado ayudante profesor de la academia de Alcalá, en cuyo encargo permaneció hasta que con motivo de los sucesos del 2 de mayo de 1808 en Madrid, se fugó de aquella ciudad en el inmediato mes de junio; y se incorporó al ejército de Aragón. El 22 de junio participó en la acción de Épila. Su actuación allí fue recompensada con el empleo de capitán en el ejército, que se le confirió con fecha de 1 de agosto.
Destinado a Zaragoza, fue nombrado examinador de los que aspiraban a ingresar en el cuerpo y encargado de su instrucción sin perjuicio del servicio peculiar de campaña. Sitiada la capital de Aragón, Cortines acompañó al general en jefe a los puntos en que era mayor el riesgo. Durante el primer sitio, desempeñó desde el 25 de junio el cargo de comandante de Ingenieros en la Puerta del Sol, Arrabal, Convento y Puerta del Carmen, Convento de la Encarnación, Convalecientes y sus inmediaciones. En el intervalo entre el primer y segundo sitio, reparó el puente Gállego, empleándose en las fortificaciones de Torrero y concurriendo al ataque que tuvo lugar en los días 21 y 22 de diciembre de dicho año, durante el cual obtuvo el grado de teniente coronel en el ejército el 9 de marzo y el 21 de mayo el empleo de capitán del cuerpo de Ingenieros.

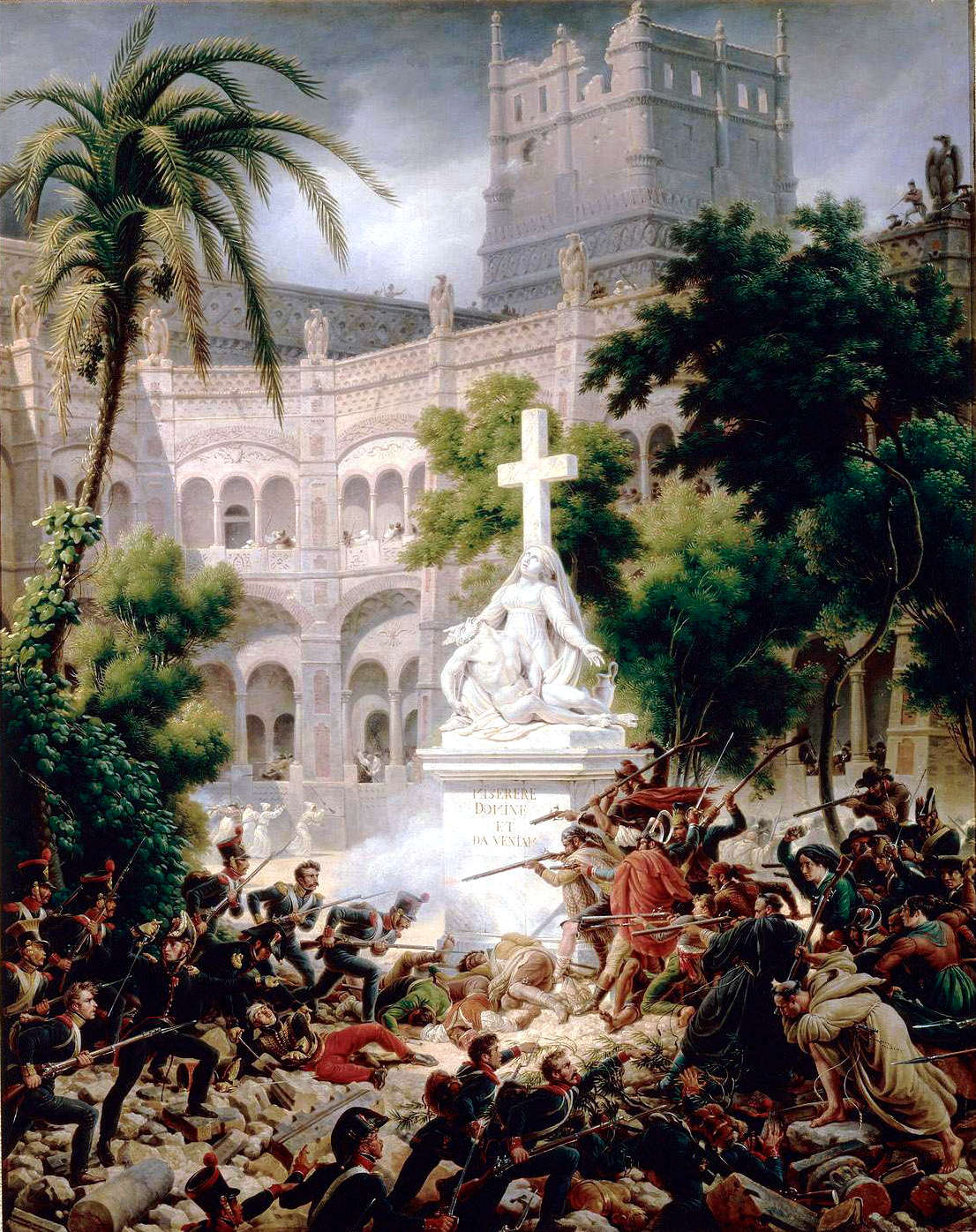
Asalto al monasterio de Santa Engracia durante el segundo sitio de Zaragoza (1809)

En el segundo sitio Cortines fue destinado al punto de la Misericordia y a la parte del recinto y manzanas contiguas entre el Molino del Aceite y Puerta Quemada, entre esta y San Miguel, Jardín Botánico y Huerta de Santa Engracia.  Participó en el rechazo del ataque y asalto de los franceses al Molino del Aceite, en uno de los ataques del reducto del Pilar y en la salida que se practicó para desalojar a los franceses de las paredes del huerto de Santa Engracia. Los servicios que prestó en estas acciones fueron premiados con dos escudos de distinción, el uno como defensor de Zaragoza y el otro en premio al valor y patriotismo; habiendo sido además nombrado benemérito de la patria en grado heroico y eminente.
Con la rendición de Zaragoza, pasó a ser prisionero de guerra. Conducido como tal a Francia, permaneció en dicho país y en el depósito de Nancy hasta el año de 1812 que fue trasladado al de Chalons-sur-Marne.

### Regreso a España
Regresó a España y se presentó en Barcelona el 30 de agosto de 1816, se le formó causa de purificación con el objeto de averiguar la conducta militar y política que había presentado durante su cautiverio. Instruido  el proceso por real orden de 11 de diciembre de 1819, se le concedió el relief y habilitación en el ejercicio de su empleo, y en su consecuencia se le expidió el título de sargento mayor de brigada en el cuerpo de Ingenieros con la antigüedad del 27 de febrero de 1811 y el despacho de teniente coronel del mismo cuerpo con la del 31 de diciembre de 1812.

### Trienio Liberal y años siguientes
En febrero de 1820 se le destinó a la dirección de Cataluña, y en mayo del mismo año en consecuencia de la real orden de 3 de enero del mismo se le nombró por el capitán general individuo de la comisión encargada de rectificar la línea fronteriza de Puigcerdá. Desempeñado su cometido, firmó el convenio que arreglaba los referidos límites entre las dos naciones. El 9 de octubre se le nombró secretario de la Junta Militar de Indias, cuyo cargo desempeñó hasta el 23 de julio de 1821, que pasó a serlo de la Junta Auxiliar del Ministerio de la Guerra. A mediados de 1822 se le nombró secretario de la Comisión de Generales, agregándole a la de jefes y oficiales a las inmediatas órdenes del ministro de la Guerra. En enero de 1823 se le puso a las órdenes del gobernador de Madrid, donde continuó hasta febrero.
En marzo de 1823 fue nombrado segundo ayudante general del E. M. que se formó entonces y destinado al E. M. G. con el que pasó a Sevilla y después a Cádiz y a la Isla, de donde salió para incorporarse al tercer ejército constitucional de reserva. El 4 de septiembre del mismo año y a consecuencia de la capitulación de la plaza de Málaga fue hecho prisionero de guerra y conducido a Granada, y se le expidió pasaporte para Alcalá de Henares y Valencia, juntamente con su licencia indefinida. Purificado en octubre de 1823 de la conducta militar y política que observó durante el gobierno constitucional, fue destinado a la Dirección de Valencia y nombrado en diciembre del mismo año director de la Real carretera de las Cabrillas.
Fue comisionado en junio de 1828 para pasar a Jumilla y medir las aguas de las fuentes llamadas de la Villa y de las Homblancas. En febrero de 1829 pasó a encargarse de las obras de reparación del puente largo de Aranjuez, y en marzo siguiente fue nombrado director facultativo de las obras del real canal de riego de Urgel llamado de Fernando VII, y vocal nato de su junta protectora. En este mismo año elaboró un informe que el intendente de Valencia le pidió acerca de la utilidad del proyecto concebido por el inglés Thomas Clarke de taladrar los montes para abrir pozos artesianos y fuentes ascendentes.
El 7 de diciembre se le confirió el grado de coronel de infantería. El 16 de noviembre de 1834, habiéndosele ascendido a brigadier, pues el 16 de mayo del año anterior le había sido conferido el empleo de coronel en el cuerpo de Ingenieros, se le trasladó a Madrid por haber sido destinado a la Plana Mayor General del Ejército, de la que fue nombrado secretario. Entre 1826 y 1834, elaboró otro informe que le pidió el intendente de Cataluña acerca de las bases que la real junta de fomento de la riqueza del reino pensó sustituir a las propuestas por varios empresarios para la construcción del canal de Tamarite; y de orden del capitán general de Cataluña realizó en junio de 1833 un reconocimiento del terreno para los caminos carreteros que los ayuntamientos de Copóns y Calaf se proponían abrir.

### Primera Guerra Carlista
En enero de 1833, fue nombrado jefe interino de la Plana Mayor General del Ejército, cargo que desempeñó hasta marzo siguiente, en que suprimida la Plana Mayor General, se le nombró secretario de la dirección general de Ingenieros, vocal de su junta superior facultativa y jefe del depósito general de fortificaciones y topográfico del cuerpo. En junio fue nombrado para acompañar al general Zarco del Valle en una comisión para inspeccionar los ejércitos de operaciones y reserva y las tropas que guarnecían la capitanía general de Castilla la Vieja. Pasó por dichas provincias y por las de Vizcaya, Alava y Navara, habiendo entre otros encargos pasado revista de inspección en su nombre a las fortificaciones de Nájera, Santo Domingo de la Calzada y Ezcaray, a la guarnición de la segunda de dichas villas y a la Milicia Nacional de la tercera. El general Zarco del Valle recomendó especialmente al Gobierno al entonces brigadier Cortines. En septiembre de 1833 volvió a desempeñar su destino en la dirección general de Ingenieros. En febrero de 1836 concurrió y contribuyó con otros jefes, oficiales y tropas de su cuerpo, a la terminación del fuego ocurrido en el Palacio Real. Por real orden de 26 de octubre del mismo año fue nombrado vocal de la junta que como auxiliar del Gobierno para dirección de la guerra, se creó el 24 de aquel mes. Cortines permaneció en dicha corporación hasta finales de 1838, en que disuelta fue nombrado jefe del Museo del cuerpo y vocal de su junta superior facultativa.

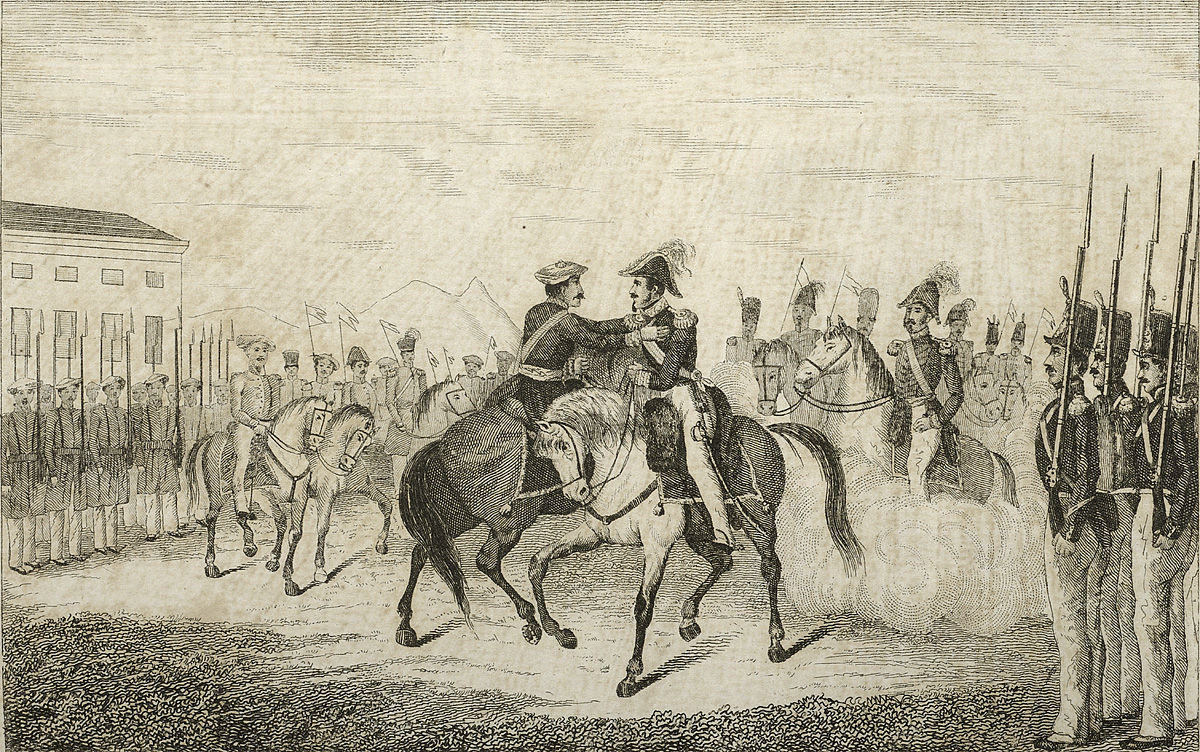
Convenio de Vergara (1839)

En 1839, desempeñaba en la capital dichos cargos, cuando el 9 de febrero de 1839 se le nombró comandante general de Ingenieros del ejército de operaciones del Norte, cuyo destino desempeñó ya cuando el ejército tenía aquel nombre, ya cuando se le dio el de ejércitos reunidos, hasta 14 de mayo de 1841 en que se disolvió el cuartel general y se puso el ejército al pie de paz. Durante este periodo, Cortines se halló el 27 de abril de 1839, en la acción de las Peñas del Morro sobre Ramales, habiendo empleado los días anteriores en el camino de los Tornos, dirigiendo la reparación de las cortaduras que habían practicado los enemigos y las fortificaciones convenientes para asegurar aquel paso de la línea de comunicación de las operaciones sobre dicha villa. El 8 de mayo de 1839 concurrió al ataque que hubo de librarse para la toma del fuerte de Ramales y sus casas fuertes, cuyas obras de sitio dirigió. El 11 mayo se encontraba en el ataque del fuerte de Guardamino, en cuya estacada fue herido. Por sus acciones fue promovido al empleo de mariscal de campo de los ejércitos nacionales. Repuesto de sus heridas se reincorporó al ejército, participando en las acciones de Urdax, que tuvieron lugar el 14 de septiembre de 1839, a las de Arlabán y toma de Villa Real de Álava y a las de San Antonio de Urquiola. Habría sido consultado por Espartero para la elaboración del convenio de Vergara.
Continuó Cortines en el cuartel general de los ejércitos reunidos hasta el 19 de diciembre de 1839, en cuya época, aunque por muy pocos días, pues solo fue hasta el 31 de dicho mes, se separó del cuartel general para visitar e inspeccionar las fortificaciones de la línea de Guadalop, y que comprendían los pueblos de Calanda, Castelserás y Mas de las Matas.
En 1840, en los días que mediaron desde el 9 al 28 de enero, recorrió y visitó las fortificaciones de los pueblos de Alcorisa, Andorra, Híjar, Zayda, Lecera, Minuesa, Blesa, Monforte, Annadous, Huesa y Alva, y volvió al cuartel general situado en Mas de las Matas. En este pueblo se preocupó del estado de defensa, habilitándole también hospitales, almacenes, hornos para pan y galleta, dictando además disposiciones para poner corrientes los caminos carreteros para que facilitasen el acarreo de las subsistencias del ejército y el tránsito de la artillería, cuyos trenes se iban a emplear en el sitio de Segura. Reorganizó además el parque de campaña que había servido en Ramales. Dispuesto el sitio de Segura, se puso en movimiento a principios de febrero, y habiendo hecho alto en Muniesa esperando la reunión de los trenes, se presentó el día 23 en Segura, día en que realizó un reconocimiento de las fortificaciones, marcando los puntos donde debían situarse las baterías cuya construcción dio comienzo al amanecer del día siguiente. La rendición tuvo lugar el día 27 por la mañana. Por sus acciones en el sitio se le concedió la gran cruz de la Orden Americana de Isabel la Católica. En marzo participó en la toma del fuerte de Castellote, que culminó con éxito el día 26. Cortines se ocupó de destruir completamente aquel castillo, empleando para ello el hornillo que había construido durante el sitio, y en el cual cabían dos quintales de pólvora.

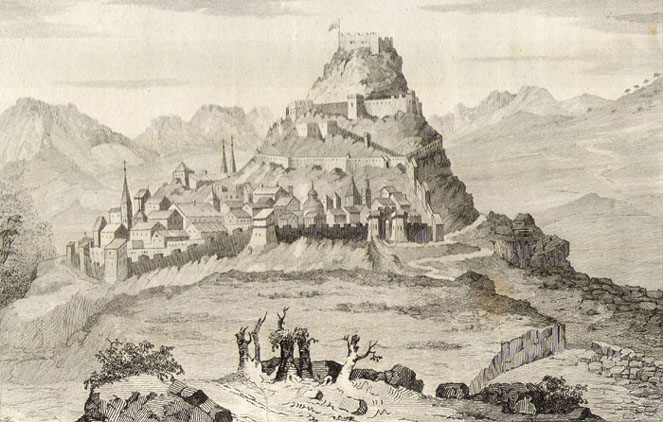
Vista de Morella hacia 1840

Construido de nuevo el cuartel general del ejército en Mas de las Matas, se trasladó después a Aguas-vivas, desde cuyo pueblo pasó Cortines el 19 de mayo a Monroyo a disponer sus defensas, establecer allí su hospital, almacenes, hornos para treinta mil raciones diarias, reconociendo además los sitios para los parques de artillería e ingenieros y carros de víveres. El 19 de mayo se puso en marcha el ejército con dirección a Morella, plaza que se tomó el 30 de mayo. Trasladado el ejército a Cataluña a primeros de junio, siguiendo Cortines en el cuartel general, dirigió en Caspe el paso por el Ebro de las tropas de todas armas, construyendo poco después con sus zapadores una barca con la cual se cruzó el Cinca.
Quedando la plaza de Berga en manos carlistas, Cortines salió de Manresa el 1 de julio al frente de las compañías de Ingenieros con el objeto de recomponer el camino más allá de Sellent. Durante el ataque a Berga, estuvo Cortines primero al lado del conde de Belascoain. Tomada Berga, su castillo y fuertes, dirigió Cortines la demolición de estos, y terminada esta, marchó con el ejército a Barcelona, en cuya ciudad entró el día 20 de julio de aquel año y donde permaneció hasta que se trasladó a Madrid. Disuelto el ejército fue nombrado vocal de la junta de revisión de las ordenanzas y de la junta superior facultativa del cuerpo de Ingenieros.

### Últimos años
El 7 de octubre de 1841 se le nombró por real orden comandante general de ingenieros del undécimo distrito militar, pero debiendo continuar en Madrid. Al día siguiente y con motivo de los acontecimientos de que fue escenario la capital, fue nombrado vocal del consejo permanente de generales y que se estableció en la casa de Correos, y a los pocos días en 18 del mismo y en virtud de otra real orden, fue nombrado comandante general de Ingenieros del ejército del Norte, con cuyo motivo pasó a las provincias vascongadas y Navarra a desempeñar las funciones propias de su destino.
En enero de 1842 fue nombrado jefe de E. M. G. del referido ejército de operaciones del Norte a las órdenes del general Rodil, desempeñando al mismo tiempo la comandancia general de Ingenieros, hasta que se presentó el coronel del mismo cuerpo Miguel de Santillana nombrado para dicha comandancia general. Cortines permaneció desempeñando el referido encargo déjele de E. M., hasta que disuelto el 30 de junio del mismo año el cuartel general y su plana mayor, volvió a Madrid a ejercer su anterior destino de vocal de las juntas de ordenanzas y superior facultativa del cuerpo.

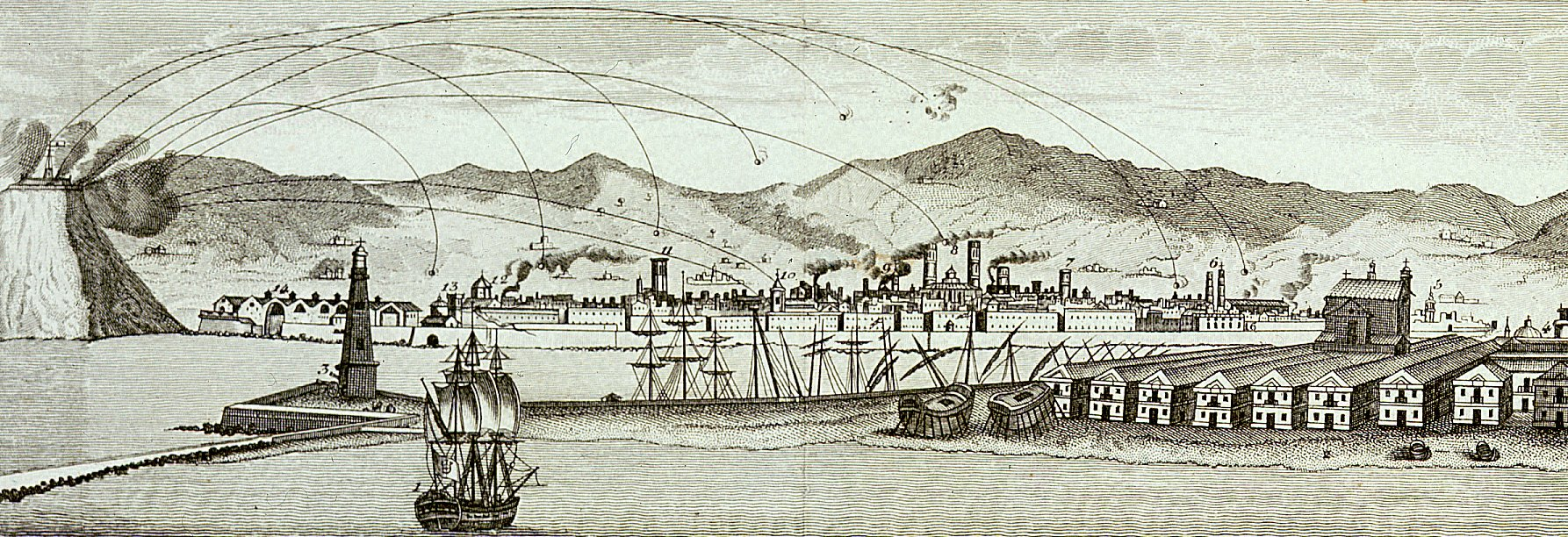
Bombardeo de Barcelona (1842)

El 21 de noviembre de 1842 fue destinado a Barcelona a las órdenes del regente del reino, para ser empleado en el servicio de campaña correspondiente a su clase de general, y en virtud de real orden del 30 del mismo mes y año, fue nombrado en Esplugas, cerca de Barcelona, comandante general de Ingenieros con destino al ejército que se reunía en Cataluña.
El 12 de enero de 1843 se encargó interinamente, por orden del capitán general y general en jefe del ejército de Cataluña, Antonio Seoane, del gobierno de la plaza de Barcelona y de las funciones de segundo cabo que ejerció, sin perjuicio de la comandancia general de Ingenieros, hasta el 10 de febrero. El 6 de marzo, y en virtud de real orden, fue nombrado para suceder, en casos de ausencia y enfermedad, al capitán general del principado, y en 2 de abril se encargó de dichos mandos por haber pasado a Madrid el general Seoane a desempeñar el cargo de senador. El 24 de mayo fue nombrado capitán general en propiedad de aquel distrito, cargo que desempeñaba cuando tuvieron lugar los célebres acontecimientos de este año. El general Cortines se adhirió entonces al pronunciamiento nacional, y relevado de aquel destino por el gobierno provisional de la nación, fue por éste promovido al empleo de teniente general por real decreto de 28 de septiembre con la antigüedad del 6 de julio del mismo año, y nombrado director del cuerpo de E. M. Cortines se trasladó inmediatamente a Madrid y estuvo tres años y medio al frente de dicho cuerpo.
El 1 de abril de 1846, fue nombrado ministro del Supremo Tribunal de Guerra y Marina. Además fue senador del reino, gentilhombre de cámara con ejercicio, gran cruz de Isabel la Católica y San Hermenegildo, comendador de la Legión de Honor de Francia y obtuvo además la cruz sencilla de San Hermenegildo y la cruz y placa de la misma orden. Falleció en 1855.

## Obras
Fue autor de un tratado manuscrito titulado Lecciones de Estrategia, de una traducción del Decreto orgánico del cuerpo de E. M. de Francia de 6 de mayo de 1818, de otra del Reglamento sobre el servicio de los Ayudantes mayores del mismo de 28 de abril de 1819, de otra de un Programa de los exámenes para la admisión de alumnos en su escuela de aplicación. También tradujo unas Instrucciones para las revistas generales de Inspección que se debian pasar en Francia en 1838 en las plazas y direcciones de Ingenieros y en lo relativo á su servicio. También fue autor de un Tratado original de la teoría y construcción de los puentes de cuerda para campaña; y por último otro relativo al modo de presentar el terreno por curvas horizontales con aplicación a la topografía para el uso de los que no tuvieran conocimiento de geometría descriptiva.